# Влажные леса Шингу-Токантинса-Арагуаи
Влажные леса Шингу-Токантинса-Арагуаи (англ. Xingu-Tocantins-Araguaia moist forests) — экорегион тропических и субтропических влажных широколиственных лесов в Бразилии, в штатах Пара, Мату-Гросу и Токантинс. Является частью дождевых лесов Амазонии.

## Описание
Экорегион влажных лесов Шингу-Токантинса-Арагуаи простирается от реки Шингу на западе до реки Токантинс на востоке; на севере он ограничен рекой Амазонкой, на юге доходит до гористой местности Бразильского щита. Граничит с влажными лесами Тапажоса-Шингу на западе, с лесами маражо варзеа на севере, с влажными лесами Токантинса-Пиндаре на востоке; на юге и юго-западе переходит в сухие тропические леса Мату-Гросу, а в некоторых местах непосредственно примыкает к саванне серрадо.
Влажные леса Шингу-Токантинса-Арагуаи занимают площадь 266 250 км². Почвы, за исключением отдельных регионов, богаты питательными веществами. Диапазон высот — от уровня моря в долине Амазонки до 400 метров в горах Серра-дус-Каражас на юге. Местность холмистая, с многочисленными реками, вода в которых окрашена в тёмный цвет танинами и содержит мало взвешенных осадков. Крупнейшие реки — Арагуая, Пакажа, Анапу, Бакажа, Фреску, Парауапебас и Катете.
Тип климата по классификации Кёппена — экваториальный муссонный. Температура воздуха практически одинакова в любое время года, с небольшим понижением в июле и повышением в апреле. Она колеблется в пределах 20—33°С. Годовое количество осадков составляет 1500—2000 мм, месячное — от 20 мм в июле до 335 мм в марте.

## Флора
Влажные леса Шингу-Токантинса-Арагуаи обладают плодородной почвой и высоким разнообразием флоры и фауны. Преобладающий тип растительности — вечнозелёные тропические леса, произрастающие на так называемых terra firme, незатопляемых территориях. На севере представлены равнинные леса Амазонки, с высотой полога до 40 метров. Далее к югу растительность сменяется густыми предгорными лесами, переходящими в предгорные редколесья. На юге и юго-востоке произрастают лиановые леса, занимающие плодородные почвы и вырастающие до 25 метров в высоту, а также леса, состоящие из пальм рода Атталея (Attalea) и бразильского ореха (Bertholletia excelsa). Разливы рек формируют леса игапо. В южной части экорегиона леса чередуются с участками саванны серрадо.
Лианы относятся к семействам Бигнониевые (Bignoniaceae), Бобовые (Fabaceae), Hippocrateaceae, Луносемянниковые (Menispermaceae), Сапиндовые (Sapindaceae) и Мальпигиевые (Malpighiaceae). Крупные деревья в лиановых лесах представлены Apuleia molaris, багассой гвианской (Bagassa guianensis), Caryocar villosum, Hymenaea parvifolia, Tetragastris altissima, Astronium graveolens, Astronium lecointei, Apuleia leiocarpa, Sapium marmieri, Acacia polyphylla и Elizabetha spp. Распространён ряд эндемичных видов, в том числе Cenostigma tocantinum, Ziziphus itacaiunensis и Bauhinia bombaciflora. Типичные виды деревьев в среднем течении Токантинса — Cenostigma tocantinum, Bombax tocantimumi, Bombax macrocalyx, Matisia bicolor, Strychnos melinoniana и Strychnos solimoesana. Эпифиты и орхидеи встречаются реже, чем в более западных областях.

## Фауна
Во влажных лесах Шингу-Токантинса-Арагуаи обитает 153 вида млекопитающих, среди которых 90 видов летучих мышей и 21 вид грызунов. Распространены красноспинный саки (Chiropotes albinasus), краснорукий тамарин (Saguinus midas), рыжебрюхий прыгун (Callicebus moloch), азарская мирикина (Aotus azarae), белощёкая коата (Ateles marginatus), белобородый пекари (Tayassu pecari), ошейниковый пекари (Pecari tajacu), пума (Puma concolor), ягуар (Panthera onca), равнинный тапир (Tapirus terrestris), мазамы (Mazama), голохвостый пушистый опоссум (Caluromys philander), черноспинный саки (Chiropotes satanas) и бразильская выдра (Pteronura brasiliensis). Реки являются домом для амазонского ламантина (Trichechus inunguis), амазонского дельфина (Inia geoffrensis) и белого дельфина (Sotalia fluviatilis).
Разнообразие птиц представлено по меньшей мере 527 видами, в том числе разнообразными цаплевыми и ястребиными, красноклювым древолазом (Hylexetastes perrotii), гиацинтовым арой (Anodorhynchus hyacinthinus), красным арой (Ara macao), амазонами (Amazona), красногузыми попугаями (Pionus), арагтингами (Aratinga), краснохвостыми попугаями (Pyrrhura), тонкоклювыми попугаями (Brotogeris), рыжеголовым белобрюхим попугаем (Pionites leucogaster), двухполосым арасари (Pteroglossus bitorquatus) и желтобрюхой вьюрковой овсянкой (Sporophila nigricollis).
В экорегионе распространено 116 видов пресмыкающихся, например, крокодиловый кайман (Caiman crocodilus), чёрный кайман (Melanosuchus niger) и терекайя (Podocnemis unifilis), и 47 видов земноводных.
| |  |  |  |  |
| Фауна влажных лесов Шингу-Токантинса-Арагуаи: 1 — краснорукий тамарин, 2 — белобородый пекари, 3 — равнинный тапир, 4 — гиацинтовый ара, 5 — рыжеголовый белобрюхий попугай |  |  |  |  |

## Сохранность

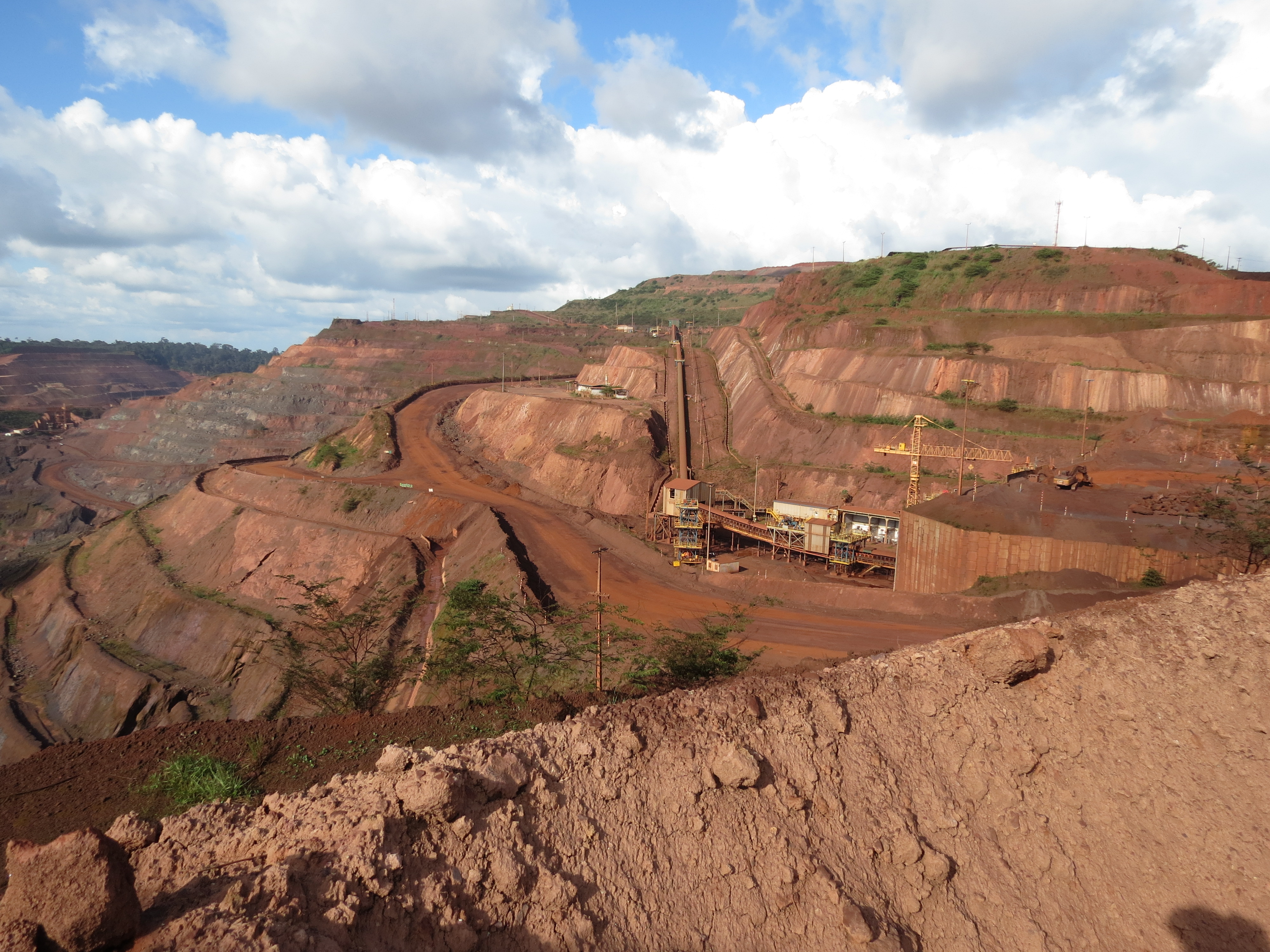
Добыча железной руды в горах Серра-дус-Каражас

Влажные леса Шингу-Токантинса-Арагуаи — одни из наиболее деградировавших лесов Амазонии, за исключением лежащих к востоку влажных лесов Токантинса-Пиндаре. Обширное обезлесение происходит в южных, более сухих и густонаселённых районах. Крупнейшие городские центры в экорегионе — Сан-Фелис-ду-Шингу, Порту-ди-Мос, Уэйрас-ду-Пара, Гурупа и Мараба. С востока на запад проходит Транс-Амазонская магистраль, шоссе BR-422 пролегает вдоль реки Токантинс. Значительная часть лесов вдоль дорог была вырублена под ранчо крупного рогатого скота и сельскохозяйственные угодья. Серьёзную угрозу представляют пожары антропогенного происхождения, которые разжигаются с целью расчистки территорий; они разрушают экосистемы и вызывают загрязнение воздуха. Крупномасштабные горные работы по добыче полезных ископаемых, особенно вблизи города Мараба, провоцируют загрязнение воды и требуют значительного количества древесины в качестве топлива. В период с 2004 по 2011 год обезлесение в экорегионе составляло 0,94% в год. Глобальное потепление заставляет многие виды мигрировать в горы, чтобы найти области с подходящей температурой и количеством осадков. Низкие, плоские, деградировавшие леса Шингу-Токантинса-Арагуаи оказываются в такой ситуации чрезвычайно уязвимыми. Всемирный фонд дикой природы относит экорегион к категории уязвимых (Vulnerable).
Природоохранные меры во влажных лесах Шингу-Токантинса-Арагуаи относительно слабые. В экорегионе создан биологический резерват Тапирапе (992 км²), несколько национальных лесов (floresta nacional) и территорий устойчивого природопользования (reserva extrativista). Главными заповедными объектами являются индейские территории (terra indígena), среди которых очень крупная территория Каяпо площадью 32 840 км², и обширный природоохранный комплекс в среднем течении Шингу, включающий смежные индейские территории Апитерева (7734 км²), Аравете-Игарапе-Ипишуна (9409 км²), Коатинемо (3878 км²) и Триншейра-Бакажа (16 509 км²).